# Нилска гуска
Нилска гуска (лат. Alopochen aegyptiaca) је афрички члан породице пловки, која укључује патке, гуске и лабудове. Због своје популарности првенствено као украсне птице, врста је такође уведена у Европу, Сједињене Државе и друга места ван свог природног подручја. Египатске гуске су редовно биле представљене у древној египатској уметности.

## Таксономија
Нилску гуску је формално описао 1766. године шведски природњак Карл Линеј у дванаестом издању своје „Systema Naturae“ под биномним називом лат. Anas aegyptiaca. Линеј је делимично засновао свој извештај на „L'oye d'Egypte“ који је 1760. године описао и илустровао француски орнитолог Матурен Жак Брисон у својој лат. Ornithologie. Брисон је користио латински назив лат. Anser Egyptiatiacus, али иако је сковао латинска имена за врсте, она се не уклапају у биномски систем и нису призната од стране Међународне комисије за зоолошку номенклатуру. Египатска гуска се сада сврстава заједно са изумрлом гуском са Маурицијуса, као и изумрлом гуском са острва Реунион у род Alopochen, који је 1885. године увео норвешки зоолог Леонард Стејнегер. Врста је монотипска: нису препознате подврсте. Генеричко име Alopochen (дословно, лисица-гуска) заснива се на грчком ἀλωπός (alōpós, такође ἀλώπηξ alōpēx), „лисица“ и χήν (chēn) „гуска“, што се односи на румену боју њених леђа. Реч χήν : chēn је граматички мушког или женског рода. Име врсте лат. aegyptiacus (или лат. aegyptiaca) потиче од лат. Aegyptiacus, „египатски“.
Верује се да је нилска гуска најближе сродна утвама (род Tadorna) и њиховим сродницима, и смешта се са њима у потпородицуTadorninae. То је једини постојећи члан рода Alopochen, који такође садржи блиско сродне праисторијске и недавно изумрле врсте. Подаци о секвенци мтДНК цитохрома б указују на то да је потребно даље испитивање веза између Alopochen и Tadorna.

## Опис
Добро плива и у лету делује тешко, више као гуска него патка, отуда и енглески назив. У просеку су 63 - 73 цм дугачке.
Полови ове врсте су идентични по перју, али су мужјаци обично нешто већи. Значајно се разликују у тону перја, неке птице су сивље, а друге смеђе, али није примећено да је ова варијација повезана са полом или старошћу. Велики део крила одраслих птица је бео, али бела боја је скривена покривним крилима када су у мировању. Када је узнемирена, било у знаку алармирања опасности или агресије, примећује се бела боја перја.
Нилске гуске у дивљини могу живети до 15 година, док су забележене јединке у заточеништву које су достигле старост од 35 година.
Гласови и вокализације полова се разликују, мужјак има промукло, пригушено квакање слично пачјем, које се ретко чује осим ако није узнемирен, као и гласнији, дахтавије оглашавање који се изводи у брзим секвенцама, звучећи помало као парна машина. Женка има много бучнији, храпавији звук који често показује агресију док се брине о својим младима. Мужјак нилске гуске привлачи своју женку сложеним, бучним удварањем које укључује трубљење, истезање врата и показивање перја.

## Дистрибуција
Нилска гуска је пореклом из подсахарске Африке и долине Нила, где је широко распрострањена и уобичајена до бројна, мада је постала ретка у северној долини Нила. Налази се у отвореним или полуотвореним стаништима, обично близу слатке воде, у распону од низија до 4.000 м надморске висине, изнад нивоа мора у Етиопској висоравни, и углавном одсутна из густих шума и пустиња. Док се не гнезди, донекле се распршује, понекад правећи дуже миграције ка северу у сушне регионе Сахела, а повремено чак стижући до северноафричких земаља Алжира и Туниса, па су због тога историјски гледано биле чешћи део тог ареала.
Пронађени су примерци у југоисточној Европи (до доњег Дунава и јужне Мађарске) до почетка 18. века, а у деловима Турске и западног Блиског истока до почетка 19. века (и од тада се поново успоставила мала популација захваљујући побеглим заробљеним птицама), али његови историјски ареали на овим местима нису потпуно познати, а разлог нестанка је такође непознат.

### Уведене популације

#### Уједињено Краљевство
Британска популација нилске гуске датира из 17. века када је уведена на имања и у паркове, иако је врста формално додата на британски списак птица тек 1971. године. Британска увођења су била прва ван његовог изворног подручја; међутим, ове јединке се нису широко прошириле и није познато да су се прошириле у друге земље. У Великој Британији се налази углавном у Источној Англији и на разним локацијама дуж реке Темзе, где се гнезди на стаништима са отвореном водом, кратком травом и погодним местима за гнежђење (било острва, рупе у старим дрвећима или међу  на старом дрвећу). Током зиме, широко су распрострањени у речним долинама, где се хране кратком травом и житарицама. У Уједињеном Краљевству је 2009. године званично проглашена неаутохтоном врстом. Сходно томе, египатске гуске у Великој Британији могу бити одстрељене без посебне дозволе ако изазивају проблеме.

#### Континентална Европа
Нилска гуска је први пут уведена у Холандију 1967. године, а у Белгију 1982. године, и то је чинило основу за популацију у континенталној Европи, вероватно допуњену неким јединкама које су побегле из заточеништва из других европских земаља. Из ове две земље, врста је доживела релативно брзо ширење ареала у суседне земље, прво се проширивши у Немачку и Француску (где је могуће да су је допуниле локални бегунци иѕ заточеништва) средином 1980-их, а затим у Чешку, Данску, Луксембург и Швајцарску почетком 2000-их. Даља запажања, понекад и са изоловане случајеве размножавања, направљена су у Аустрији, Италији, Пољској, Шпанији, Шведској и другде у континенталној Европи, али још увек није познато да се усталило у тим земљама.
У Србији је ретка пролазница, могуће и да су виђени примерци побегли из заточеништва.
Због своје агресивности према другим птицама, може смањити или потиснути аутохтоне врсте,, а од 2017. године нилскаска гуска је наведена као инвазивна врста у Европској унији. Стога се ова врста не може увозити, узгајати, транспортовати, комерцијализовати, користити, размењивати или намерно испуштати у животну средину, а државе чланице су обавезне да покушају да је искорене.

#### Остале земље
Поред Европе, египатска гуска је презентована и успоставила популације за размножавање на Маурицијусу, у Израелу, Уједињеним Арапским Емиратима и Сједињеним Државама. У САД, популације које се гнезде налазе се у Арканзасу, Калифорнији, Флориди, Небраски, Оклахоми и Тексасу, са повременим извештајима о овој врсти и на другим местима. Иако је египатска гуска уведена у Аустралију и Нови Зеланд, није се учврстила у тим земљама.

## Понашање
Ово је углавном копнена врста, која ће се такође може наћи и на дрвећу.
Ова врста ће се гнездити у великом броју локација, посебно у рупама зрелог дрвећа у парковима. Женка гради гнездо од трске, лишћа и траве, а оба родитеља се смењују у инкубацији јаја. Египатске гуске се обично паре доживотно. И мужјак и женка брину о потомству док не буду довољно стари да се сами брину о себи. Међутим, таква родитељска брига не укључује тражење хране за младе, који су способни сами да се хране након излегања.
Нилске гуске обично једу семе, лишће, траву и стабљике биљака. Повремено ће јести скакавце, црве или друге мале животиње. Док гушчићи не напуне неколико недеља и не буду довољно јаки за пашу, хране се углавном малим воденим бескичмењацима, посебно слатководним планктоном. Као резултат тога, ако аноксични услови доведу до производње ботулинум токсина и он се преноси кроз ланац исхране путем црва и ларви инсеката неосетљивих на токсин, читава јата гушчића која се хране таквим пленом могу угинути. Родитељи, који не једу такве организме у значајној мери, углавном остају нетакнути.
Оба пола су агресивно територијална према својој врсти током парења и често прогоне уљезе у ваздуху, нападајући их у ваздушним „борбама“. Примећено је да египатске гуске нападају ваздушне објекте попут дронова који улазе у њихово станиште. Суседни парови могу чак и убити туђе потомство ради опстанка сопственог потомства, као и због више ресурса. 
У њиховом изворном подручју, предатори египатских гусака укључују леопарде, лавове, гепарде, хијене, крокодиле и лешинаре Старог света.

## Галерија
- Гушче
- Гушчићи
- Женка нилске гуске
- Мужјак (лево) чува једну од својих женки (десно)
- Незреле птице
- Млади одрасли
- У лету
- Глава
- Предњи део
- Јаја Alopochen aegyptiacus
- Нилске гуске у Гаутенгу, Јужна Африка
- Нилска гуска у вранином гнезду које је преузела, локација у Немачкој.

## Спољaшње везе
- Информације о египатским гускама Архивирано 2007-11-06 на сајту    из Птица Британије
- Фотографије египатских гусака са сајта Go Birding
- Текст о врстама у Атласу птица Јужне Африке
- Alopochen aegyptiaca на BirdLife.org (језик: енглески)
- Нилска гуска фото галерија на VIREO (Drexel University)
- Интерактивна мапа на IUCN Red List maps
- Аудио запис на Xeno-canto.